# This Mortal Coil
This Mortal Coil est un collectif britannique. Il est initié par Ivo Watts-Russell, fondateur du label 4AD et fait participer des membres de nombreux groupes tels que Cocteau Twins, Colourbox, et Dead Can Dance. Le projet est connu pour son style musical orienté dream pop et ses trois albums, à commencer par  It'll End in Tears en 1984.

## Historique
This Mortal Coil est formé en 1984 par des artistes et le président Ivo Watts Russell de la maison de disques anglaise 4AD. Tous ses membres appartenant déjà à d'autres groupes musicaux, This Mortal Coil est un supergroupe. Il tire son nom d'un vers de la tirade To Be or Not to Be de Shakespeare, dans Hamlet, où « coil » a le sens de trouble : « What dreams may come, when we have shuffled off this mortal coil, must give us pause. » (Hamlet, acte III, scène 1, ligne 67). Les membres du projet souhaitaient initialement l'appeler 2D2.
This Mortal Coil enregistre des compositions originales mais reprend le plus souvent des œuvres d'autres artistes allant de Big Star aux Apartments (Song to the Siren, de Tim Buckley, en collaboration avec Elizabeth Fraser, de Cocteau Twins).
Le projet d'Ivo Watts Russell se consacre tout d'abord à la reprise de deux titres du groupe Modern English, Sixteen Days et Gathering Dust, issus de leur premier album. Ces titres, résolument bruts dans leur version Modern English, prirent une note plus travaillée, fine et cold wave lorsqu'ils ont été repris par This Mortal Coil. La réunion des deux titres en un seul, l'adjonction de la voix de Liz Fraser et un aspect plus synthétique et cinglant, propulse ce projet initial en un groupe à part entière.
Des sources ont affirmé que le groupe avait été créé en hommage à Ian Curtis de Joy Division, décédé en 1980, mais cette rumeur a été démentie par Russell.

## Discographie
- 1984 : It’ll End in Tears
- 1986 : Filigree and Shadow
- 1991 : Blood

### Compilations
- 2012 : Dust and Guitars

### Coffrets
- 1993 : 1983–1991 (Warner Bros)
- 2011 : This Mortal Coil[6]

### Singles et EP
- 1983 : Sixteen Days/Gathering Dust (EP)
- 1984 : Kangaroo/It'll End in Tears (EP)
- 1986 : Come Here My Love/Drugs (single 10" limité)[6]

### Contributions
- 1987 : Acid, Bitter and Sad sur Lonely Is an Eyesore (4AD)